# Адміністративний устрій Волинської області
Адміністративний поділ Волинської області
Волинська область має площу 20 100 км², населення згідно з переписом 2001 року 1 057 214 мешканців. Волинська область складається з 4 районів та 54 громади. До складу області входить 1 087 населених пунктів. Область було утворено у складі УРСР 27 листопада 1939 року з п'яти повітів Волинського воєводства (Горохівський, Ковельський, Любомльський, Луцький і Володимирський) і одного (Каширський) — Поліського, внаслідок захоплення східної частини Польської республіки Радянським Союзом.

## Населені пункти
До складу області входить 1 087 населених пунктів. З-поміж них 11 міст, в тому числі 4 обласного і 7 районного значення, 22 селища міського типу, 379 сільради і 1 054 села.

## Історія
- 17 січня 1940 — створено 30 районів: Берестечківський, Володимир-Волинський, Голобський, Головнянський, Горохівський, Заболоттівський, Камінь-Каширський, Ківерцівський, Ковельський, Колківський, Локачинський, Луцький, Любешівський, Любомльський, Мар'янівський, Маневицький, Маціївський, Озютичівський, Олицький, Піддубцівський, Порицький, Ратнівський, Рожищенський, Седлищенський, Сенкевичівський, Торчинський, Турійський, Устилузький, Шацький, Вербський, Цуманський
- 11 листопада 1940 — замість Піддубцівського району створено Теремнівський[2]
- 1946 — перейменовані райони: Озютичівський на Затурцівський, Седлищенський на Старовижівський, Порицький на Іваничівський, Вербський на Оваднівський (07.06.1946), Маціївський на Луківський (07.09.1946)[3][4]
- 1957 — Іваничівський район перейменовано на Нововолинський
- кінець 1950-х років — скасовані Затурцівський, Устилузький, Олицький (всі 27.01.1957)[5], Теремнівський (14.06.1958)[5], Оваднівський (25.09.1958)[5], Голобський, Головнянський, Заболоттівський, Сенкевичівський (21.01.1959)[6], Берестечківський та Луківський райони (23.09.1959)[7]; таким чином на кінець 1959 року в області залишилось 19 районів
- 1962 — укрупнення районів (замість 19 створено 7 районів): Володимир-Волинський, Горохівський, Камінь-Каширський, Ківерцівський, Ковельський, Любомльський, Рожищенський[8]. Таким чином скасовувались 12 районів[9][10]: Колківський, Локачинський, Луцький, Любешівський, Маневицький, Нововолинський, Ратнівський, Старовижівський, Торчинський, Турійський, Цуманський та Щацький.
- 4 січня 1965 року — відновлені Локачинський, Любешівський, Маневицький, Ратнівський і Турійський райони (всього в області 12 районів)[11][12]
- 1966 — відновлені Іваничівський, Луцький і Старовижівський райони[13]
- 3 лютого 1993 року — відновлено Шацький район

## Адміністративний устрій з 2020 року
| Назва               | Категорія | Адмін. центр            | Район             |
| ------------------- | --------- | ----------------------- | ----------------- |
| Луцька              | міська    | місто Луцьк             | Луцький           |
| Володимир-Волинська | міська    | місто Володимир         | Володимирський    |
| Ковельська          | міська    | місто Ковель            | Ковельський       |
| Нововолинська       | міська    | місто Нововолинськ      | Володимирський    |
| Устилузька          | міська    | місто Устилуг           | Володимирський    |
| Зимнівська          | сільська  | село Зимне              | Володимирський    |
| Оваднівська         | сільська  | село Овадне             | Володимирський    |
| Берестечківська     | міська    | місто Берестечко        | Луцький           |
| Горохівська         | міська    | місто Горохів           | Луцький           |
| Мар'янівська        | селищна   | смт Мар'янівка          | Луцький           |
| Іваничівська        | селищна   | смт Іваничі             | Володимирський    |
| Литовезька          | сільська  | село Литовеж            | Володимирський    |
| Павлівська          | сільська  | село Павлівка           | Володимирський    |
| Поромівська         | сільська  | село Поромів            | Володимирський    |
| Камінь-Каширська    | міська    | місто Камінь-Каширський | Камінь-Каширський |
| Сошичненська        | сільська  | село Сошичне            | Камінь-Каширський |
| Ківерцівська        | міська    | місто Ківерці           | Луцький           |
| Олицька             | селищна   | смт Олика               | Луцький           |
| Цуманська           | селищна   | смт Цумань              | Луцький           |
| Голобська           | селищна   | смт Голоби              | Ковельський       |
| Люблинецька         | селищна   | смт Люблинець           | Ковельський       |
| Велицька            | сільська  | село Велицьк            | Ковельський       |
| Дубівська           | сільська  | село Дубове             | Ковельський       |
| Колодяжненська      | сільська  | село Колодяжне          | Ковельський       |
| Поворська           | сільська  | село Поворськ           | Ковельський       |
| Локачинська         | селищна   | смт Локачі              | Володимирський    |
| Затурцівська        | сільська  | село Затурці            | Володимирський    |
| Торчинська          | селищна   | смт Торчин              | Луцький           |
| Боратинська         | сільська  | село Боратин            | Луцький           |
| Городищенська       | сільська  | село Городище           | Луцький           |
| Підгайцівська       | сільська  | село Підгайці           | Луцький           |
| Любешівська         | селищна   | смт Любешів             | Камінь-Каширський |
| Любомльська         | міська    | місто Любомль           | Ковельський       |
| Головненська        | селищна   | смт Головне             | Ковельський       |
| Вишнівська          | сільська  | село Вишнів             | Ковельський       |
| Рівненська          | сільська  | село Рівне              | Ковельський       |
| Колківська          | селищна   | смт Колки               | Луцький           |
| Маневицька          | селищна   | смт Маневичі            | Камінь-Каширський |
| Прилісненська       | сільська  | село Прилісне           | Камінь-Каширський |
| Заболоттівська      | селищна   | смт Заболоття           | Ковельський       |
| Ратнівська          | селищна   | смт Ратне               | Ковельський       |
| Велимченська        | сільська  | село Велимче            | Ковельський       |
| Забродівська        | сільська  | село Заброди            | Ковельський       |
| Самарівська         | сільська  | село Самари             | Ковельський       |
| Рожищенська         | міська    | місто Рожище            | Луцький           |
| Доросинівська       | сільська  | село Доросині           | Луцький           |
| Копачівська         | сільська  | село Копачівка          | Луцький           |
| Старовижівська      | селищна   | смт Стара Вижівка       | Ковельський       |
| Дубечненська        | сільська  | село Дубечне            | Ковельський       |
| Сереховичівська     | сільська  | село Сереховичі         | Ковельський       |
| Смідинська          | сільська  | село Смідин             | Ковельський       |
| Луківська           | селищна   | смт Луків               | Ковельський       |
| Турійська           | селищна   | смт Турійськ            | Ковельський       |
| Шацька              | селищна   | смт Шацьк               | Ковельський       |

## Адміністративний устрій до реформи 2015-2020 років
| Герб                                                                                          | Назва                | Тип одиниці       | Площа (км²) | Населення (осіб) | Густота (осіб/км²) | Міста РЗ* | Смт* | Села | С/р* |
| --------------------------------------------------------------------------------------------- | -------------------- | ----------------- | ----------- | ---------------- | ------------------ | --------- | ---- | ---- | ---- |
|                                                                                               | Володимир-Волинський | місто             | 17          | 38 962           | 2,291,9            | 0         | 0    | 0    | 0    |
|                                                                                               | Володимир-Волинський | район             | 1,038       | 25 609           | 24.7               | 1         | 0    | 77   | 20   |
|                                                                                               | Горохівський         | район             | 1,122       | 52 225           | 46.5               | 2         | 2    | 90   | 36   |
|                                                                                               | Іваничівський        | район             | 645         | 32 340           | 50.1               | 0         | 1    | 58   | 23   |
|                                                                                               | Камінь-Каширський    | район             | 1,747       | 63 558           | 36.4               | 1         | 0    | 64   | 31   |
|                                                                                               | Ківерцівський        | район             | 1,414       | 63 926           | 45.2               | 1         | 2    | 72   | 24   |
|                                                                                               | Ковель               | місто             | 47          | 69 297           | 1,474,4            | 0         | 0    | 0    | 0    |
|                                                                                               | Ковельський          | район             | 1,723       | 40 379           | 23.4               | 0         | 2    | 91   | 28   |
|                                                                                               | Локачинський         | район             | 712         | 22 493           | 31.6               | 0         | 1    | 53   | 19   |
|                                                                                               | Луцьк                | місто             | 42          | 216 495          | 5,154,6            | 0         | 0    | 0    | 0    |
|                                                                                               | Луцький              | район             | 973         | 62 424           | 64.2               | 0         | 2    | 83   | 29   |
|                                                                                               | Любешівський         | район             | 1,450       | 36 151           | 24.9               | 0         | 1    | 46   | 20   |
|                                                                                               | Любомльський         | район             | 1,481       | 39 621           | 26.8               | 1         | 1    | 68   | 22   |
|                                                                                               | Маневицький          | район             | 2,265       | 54 899           | 24.2               | 0         | 2    | 69   | 30   |
|                                                                                               | Нововолинськ         | місто             | 17          | 58 062           | 3,415,4            | 0         | 1    | 0    | 0    |
|                                                                                               | Ратнівський          | район             | 1,437       | 52 218           | 36.3               | 0         | 2    | 67   | 22   |
|                                                                                               | Рожищенський         | район             | 928         | 39 662           | 42.7               | 1         | 1    | 66   | 28   |
|                                                                                               | Старовижівський      | район             | 1,121       | 30 591           | 27.3               | 0         | 1    | 46   | 19   |
|                                                                                               | Турійський           | район             | 1,205       | 26 411           | 21.9               | 0         | 2    | 74   | 20   |
|                                                                                               | Шацький              | район             | 759         | 16 948           | 22.3               | 0         | 1    | 30   | 8    |
|                                                                                               | Волинська область    | Волинська область | 20 100      | 1 042 271        | 51.9               | 7         | 22   | 1054 | 379  |
| Примітки: Місто РЗ* — місто районного значення. Смт* — селище міського типу. С/р* — сільради. |                      |                   |             |                  |                    |           |      |      |      |

## Дивись також
- Адміністративний поділ України
- Список сіл Волинської області